# Astrobiology
Astrobiology ist eine alle zwei Monate erscheinende, englischsprachige Fachzeitschrift mit Peer-Review (Qualitätssicherung durch unabhängige Gutachter), deren Schwerpunkt in Forschungen über Ursprung, Evolution, Ausbreitung und Zukunft des Lebens im Universum liegt.

## Thematik
Themenkreise von Astrobiology sind neben Astrobiologie, Astrophysik, Astropaläontologie, Bioastronomie, Kosmochemie, Ökogenomik, Exobiologie, Extremophile, Geomikrobiologie, Gravitationsbiologie, Lebensnachweistechnologie, Meteoritenkunde, Chemische Evolution, planetarische Geowissenschaften, Planetenschutz, Präbiotische Chemie, Raumforschungstechnologie und Terraforming.

## Publikation
Astrobiology wurde erstmals im Jahr 2001 veröffentlicht. Herausgeber ist Sherry L. Cady.

## Verlag
Astrobiology erscheint bei Mary Ann Liebert, Inc.

## Impact Factor
Laut den Journal Citation Reports hatte die Zeitschrift im Jahr 2011 einen Impact Factor von 2,803.

## Inhaltsangaben und Indizierung
Indizierungen von Astrobiology werden in folgenden Publikationen vorgenommen:
- Astrophysics Data System
- Biological Abstracts
- BIOSIS Previews
- Chemical Abstracts
- Compendex
- Current Contents/Landwirtschaft, Biologie und Umweltwissenschaften
- Current Contents/Physik, Chemie und Geowissenschaften
- EMBiology
- Geobase
- GeoRef
- MEDLINE
- Science Citation Index
- Scopus